# Zygmunt Aleksander Wnęk

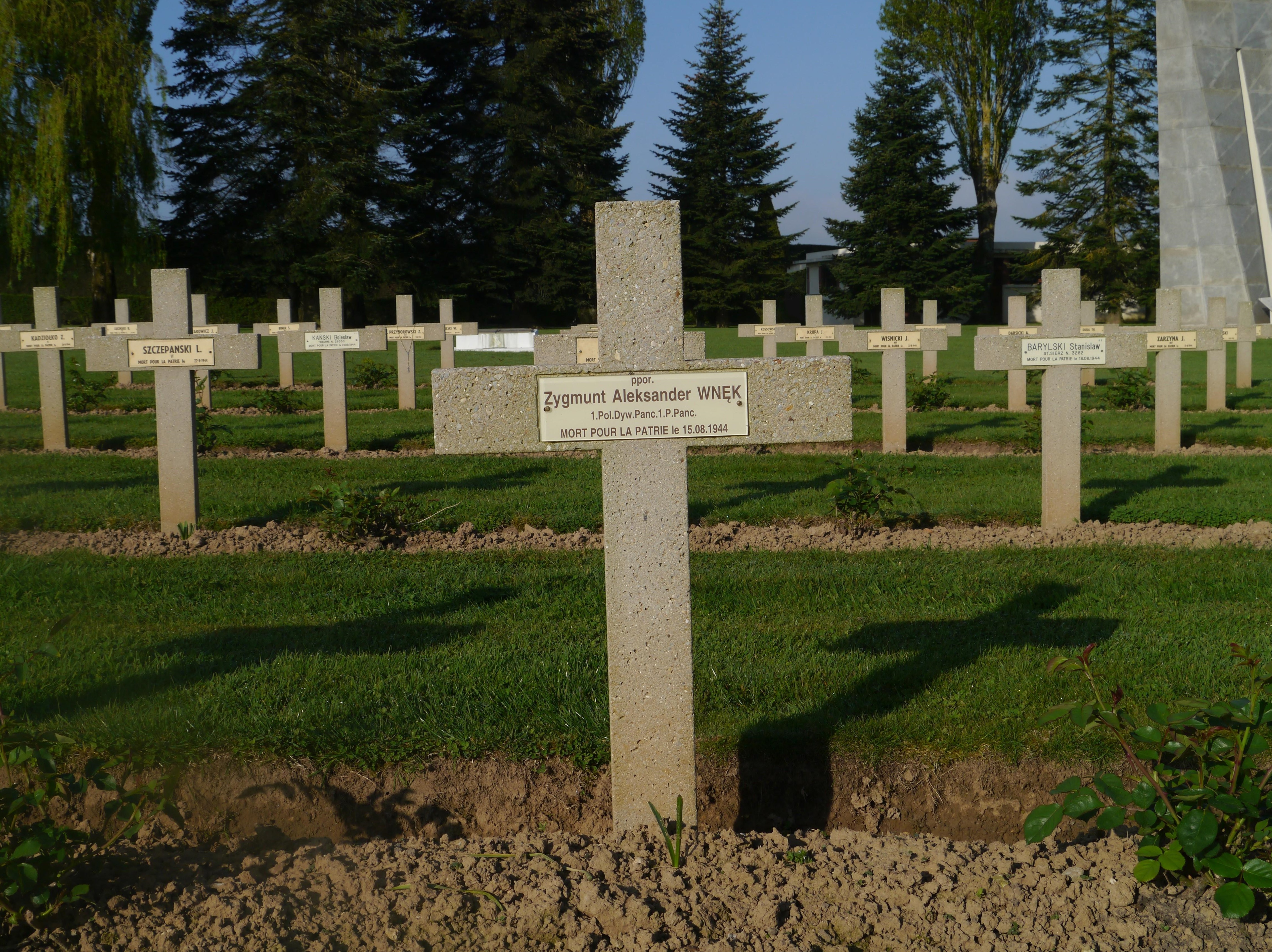
Zygmunt Aleksander Wnęk

Zygmunt Aleksander Wnęk (ur. 17 lipca 1918 w Kołomyi, zm. 15 sierpnia 1944 w Jort) – podporucznik broni pancernej Polskich Sił Zbrojnych.

## Życiorys
Zygmunt Aleksander Wnęk urodził się 17 lipca 1918 roku w Kołomyi, w rodzinie Piotra, komisarza Policji Państwowej, legionisty odznaczonego Krzyżem Obrony Lwowa i Odznaką Honorową „Orlęta Lwowskie”. Był absolwentem Państwowego Gimnazjum im. Króla Kazimierza Jagiellończyka w Kołomyi.
Już w szkole aktywnie uczestniczył w krzewieniu kultury sportowej. Posiadał Państwową Odznakę Sportową.
Był druhem Polskiego Towarzystwa Gimnastycznego „Sokół” w Kołomyi.
Po wkroczeniu wojsk sowieckich we wrześniu 1939 roku opuścił Polskę i znalazł się we Francji. W 1940 wziął udział w kampanii francuskiej, w czasie której wyróżnił się odwagą i męstwem. Był oficerem o wysokich kwalifikacjach wojskowych i dużej odwadze, zeznał jego dowódca mjr Roman Proszek. 27 sierpnia 1943 roku został odznaczony Krzyżem Walecznych. Po upadku Francji znalazł swoje miejsce w formującej się od lutego 1942 roku w Wielkiej Brytanii 1 Dywizji Pancernej generała Stanisława Maczka.
Był dowódcą patrolu w plutonie rozpoznawczym szwadronu dowodzenia 1 pułku pancernego. Poległ 15 sierpnia 1944 roku, w czasie bitwy pod Falaise, prowadząc rozpoznanie przeprawy przez Dives między Jort a Vandeuvre, na lewym skrzydle pułku. Pochowany na cmentarzu wojennym Langannerie w Normandii. Pośmiertnie został odznaczony Krzyżem Srebrnym Orderu Virtuti Militari.